# Moedas de euro búlgaras
As moedas de euro búlgaras ainda não foram projetadas. Elas substituirão a atual moeda nacional da Bulgária, o lev, assim que os critérios de convergência forem atingidos. A Bulgária planeja se juntar à eurozona assim que possível. A atual data almejada é 1 de janeiro de 2010. . Isto é possível porque a Bulgária está sob um sistema de conselho monetário desde 1997. 
Na ocasião da assinatura do tratado de adesão à UE em 25 de abril de 2005, o Banco Nacional Búlgaro emitiu uma moeda comemorativa com um valor nominal de 1,95583 leva, dando um valor de exatamente 1 euro.